# Júlia Mendes Pereira
Júlia Mendes Pereira (Lisboa, 8 de maio de 1990) é uma política e ativista trans. Em 2014, tornou-se a primeira mulher trans dirigente de um partido político em Portugal, ao ser eleita para a Mesa Nacional do Bloco de Esquerda. Em 2025, torna-se a primeira candidata transgénero numas eleições autárquicas, em Portugal.

## Vida pessoal
Júlia Mendes Pereira nasceu em Lisboa, Portugal. Júlia viveu durante a maior parte de sua juventude em Lisboa e Vale do Tejo, incluindo em Sesimbra. Licenciada pela Faculdade de Letras da Universidade de Lisboa, é estudante de mestrado na Universidade de Lisboa, na área de Estudos Portugueses e Brasileiros. Em 2011, aos 21 anos, Júlia foi a primeira pessoa trans a conseguir os documentos corrigidos na conservatória do registo civil de Lisboa, através da lei da identidade de género.

## Percurso político
Júlia Mendes Pereira tornou-se, em 2009, coordenadora do GRIT - Grupo de Reflexão e Intervenção Trans, sendo ouvida na Assembleia da República, no âmbito da futura Lei 7/2011, de 15 de março. Em 2011 tornou-se a primeira pessoa trans a integrar uma direção da ILGA Portugal. Em 2014 foi eleita para um primeiro mandato (2014-2016) no comité dirigente da TGEU - Transgender Europe e, no mesmo ano, foi eleita para a Comissão Coordenadora Distrital de Setúbal do Bloco de Esquerda. Ainda em 2014, integrou a lista de Pedro Filipe Soares, na IX Convenção do Bloco de Esquerda, sendo eleita para a Mesa Nacional do partido, tornando-se a primeira pessoa trans dirigente de um partido político em Portugal, sendo reeleita em 2016. Em maio de 2015, enquanto dirigente partidária, interviu e organizou, com o deputado José Soeiro, uma audição parlamentar sobre o reconhecimento e os direitos das pessoas trans e intersexo. Nas Eleições legislativas portuguesas de 2015, candidatou-se à Assembleia da República, pelo Círculo Eleitoral de Setúbal, tornando-se a primeira pessoa trans a disputar este tipo de eleições.
Em 2016, Júlia Mendes Pereira liderou a campanha por uma nova lei de identidade de género, baseada no direito à autodeterminação de género e na despatologização, tendo como mote o décimo aniversário de morte de Gisberta Salce Júnior. Em janeiro de 2018, Júlia foi ouvida na Subcomissão para a Igualdade e Não-Discriminação, sobre a futura Lei 38/2018, de 7 de agosto. Após a aprovação da Lei pelo parlamento, Júlia deu a sua cara para a campanha #DireitoASer, veiculada pela Comissão para a Cidadania e Igualdade de Género (CIG). Em 2019, retornou à Transgender Europe como membro de uma direção interina.
A 7 de julho de 2021, Júlia concedeu uma entrevista ao programa Dois às 10, da TVI, sobre o seu percurso político. Nesta ocasião, Catarina Martins, coordenadora do Bloco de Esquerda, deixou-lhe uma mensagem, afirmando: "A Júlia é uma mulher corajosa [...] e estas mulheres corajosas são fundamentais neste nosso caminho por um país um pouco mais justo, e pela igualdade de todas, todas as mulheres!". A 14 de outubro de 2021, Júlia participou no programa Jantar Indiscreto, da RTP2, dedicado ao tema da transfobia, tendo sido também consultora do programa, criado por Myriam Taylor.
No dia 28 de maio de 2022, Júlia participou na Mesa Final da Conferência 40 anos de Despenalização da Homossexualidade: História LGBTI+ em Portugal, organizada pelo Instituto de História Contemporânea, no ISCTE-IUL. No mesmo ano, começa a colaborar com a Associação Anémona, vencedora da edição de 2022 das Bolsas de Cidadania Roche, com um projeto de defesa e promoção dos direitos de pessoas transgénero e não binárias nos cuidados de saúde. Em março de 2023 participa nas comemorações do Dia Internacional das Mulheres da CIG, com o mote "Somos todas muito mais que um corpo", enquanto "ativista transfeminista". Mais tarde, no mesmo ano, dá uma entrevista para o podcast ½ Dose de Conversa, também da CIG.

Em maio de 2023, durante a XIII Convenção Nacional do Bloco de Esquerda em Lisboa, Júlia regressa aos órgãos dirigentes do partido, integrada na lista de Mariana Mortágua à Mesa Nacional. No final do mesmo ano, é eleita para a Comissão Coordenadora Distrital de Santarém do partido. Nas eleições legislativas de 2024, Júlia foi a quarta candidata do Bloco pelo Distrito de Santarém, e nas eleições legislativas de 2025, foi a segunda candidata pelo mesmo círculo eleitoral.